# Missões diplomáticas do Botsuana

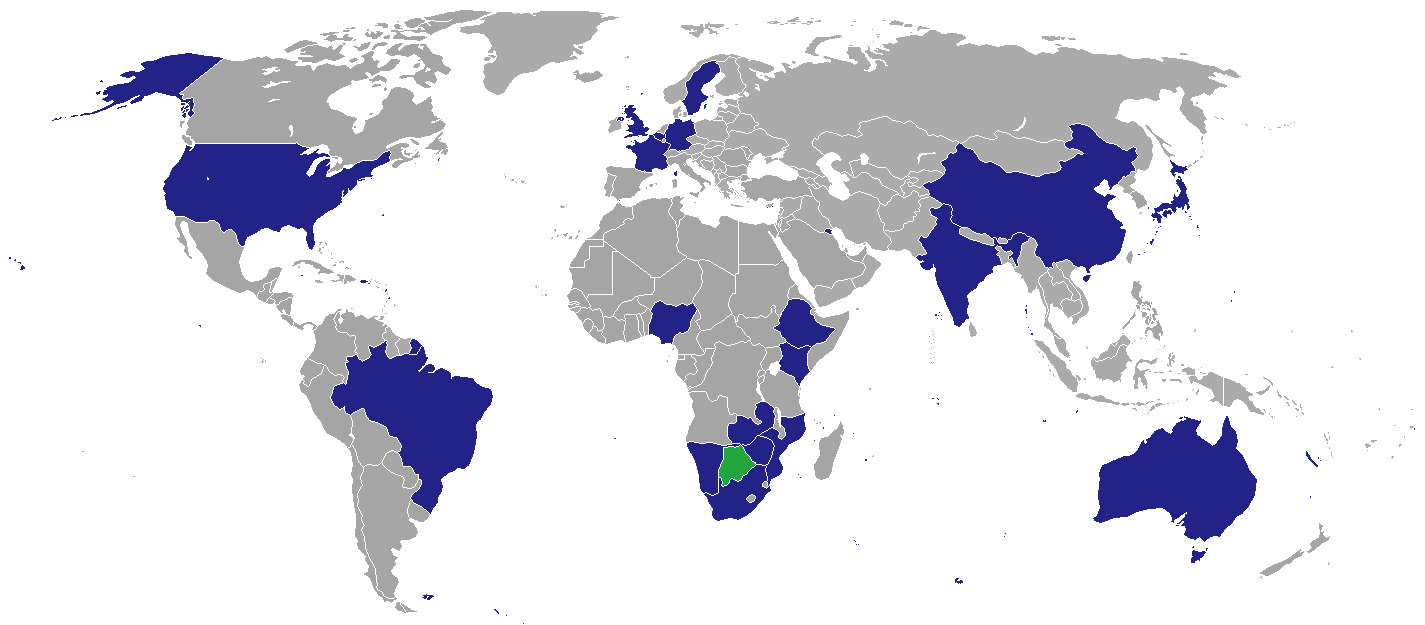
Países que mantém relações diplomáticas com o Botsuana

Abaixo encontram-se as embaixadas e/ou consulados, bem como os altos comissariados do Botsuana:

## Europa
- Bélgica
  - Bruxelas (Embaixada)
- Reino Unido
  - Londres (Alto Comissariado)
- Suécia
  - Estocolmo (Embaixada)

## América
- Brasil
  - Brasília (Embaixada)
- Estados Unidos
  - Washington DC (Embaixada)

## África
- Etiópia
  - Adis-Abeba (Embaixada)
- Quênia
  - Nairóbi (Alto Comissariado)
- Namíbia
  - Vinduque (Alto Comissariado)
- Nigéria
  - Abuja (Alto Comissariado)
- África do Sul
  - Pretória (Alto Comissariado)
  - Cidade do Cabo (Consulado-Geral)
  - Joanesburgo (Consulado-Geral)
- Zâmbia
  - Lusaca (Alto Comissariado)
- Zimbabwe
  - Harare (Embaixada)

## Ásia
- China
  - Pequim (Embaixada)
- Japão
  - Tóquio (Embaixada)

## Oceania
- Austrália
  - Camberra (Alto Comissariado)

## Organizações Multilaterais
- Adis-Abeba (Missão permanente do Botsuana junto da União Africana)
- Bruxelas (Missão permanente do Botsuana junto da União Europeia)
- Genebra (Missão permanente do Botsuana junto das Nações Unidas e outras organizações internacionais)
- Nairóbi (Missão permanente do Botsuana junto das Nações Unidas e outras organizações internacionais)
- Nova Iorque (Missão permanente do Botsuana junto das Nações Unidas)